# Kong Hee-Yong
Kong Hee-Yong (en coreano: 공희용; 11 de diciembre de 1996) es una deportista surcoreana que compite en bádminton, en la modalidad de dobles.
Participó en dos Juegos Olímpicos de Verano en los años 2020 y 2024, obteniendo una medalla de bronce en Tokio 2020 en la prueba de dobles. Ganó tres medallas en el Campeonato Mundial de Bádminton entre los años 2021 y 2023.

## Palmarés internacional
| Juegos Olímpicos   | Juegos Olímpicos       | Juegos Olímpicos  | Juegos Olímpicos |
| Año                | Lugar                  | Medalla           | Prueba           |
| ------------------ | ---------------------- | ----------------- | ---------------- |
| 2020               | Tokio (Japón)          | Medalla de bronce | Dobles           |
| Campeonato Mundial |                        |                   |                  |
| Año                | Lugar                  | Medalla           | Prueba           |
| 2021               | Huelva (España)        | Medalla de bronce | Dobles           |
| 2022               | Tokio (Japón)          | Medalla de plata  | Dobles           |
| 2023               | Copenhague (Dinamarca) | Medalla de bronce | Dobles           |